# Natura 2000-område nr. 99 Kongens Mose og Draved Skov
 Natura 2000-område nr. 99 Kongens Mose og Draved Skov består af består af Habitatområde nr. H88 og fuglebeskyttelsesområde F61. Området ligger i Tønder Kommune i vandplanopland 1.10 Vadehavet og 4.1 Kruså-Vidå . Hele området omfatter
783 ha hvoraf 524 ha er statsejet. Det ligger mellem Løgumkloster og Tønder. I områdets østlige del ligger Draved Skov, og mod vest ligger Kongens Mose og i den nordlige del dominerer vedvarende græsarealer. Skoven og den nordlige og nordøstlige del af mosen og engene er statsejet og udgør knapt 70 % af hele arealet der er omgivet af marker og moser.
Draved Skov indeholder en af de største urørte naturskovsbevoksninger i Danmark, mest blandingsskov domineret af eg, lind og birk. Hele skoven blev udlagt til urørt skov i år 2000.
Kongens Mose er en af Danmarks største højmoser, som særligt i den nordlige del har været kraftigt udnyttet til tørvegravning og opdyrkning. Området er en mosaik af nedbrudte højmosearealer, aktiv højmose, hængesæk, skovbevoksede tørvemoser og brunvandede søer.

## Fredning
Draved Skov, gammel skov og mose, 92 ha, blev fredet i 1963. Draved Mose, 381 ha højmose blev fredet i 1991.

## Eksterne kilder og henvisninger
1. ↑  "Hovedvandopland 1.10 Vadehavet 2009-2015" (PDF). Arkiveret fra originalen (PDF) 11. oktober 2017. Hentet 10. oktober 2017.
2. ↑  Hovedvandopland 4.1 Vidå - Kruså 2009-2015. Arkiveret 5. oktober 2017 hos  Wayback Machine på mst.dk
3. ↑  Om fredningen på fredninger.dk

- Naturplanen Arkiveret 9. oktober 2017 hos  Wayback Machine
- Basisanalysen 2016-21 Arkiveret 11. oktober 2017 hos  Wayback Machine